# Actebia praeceps
Actebia praeceps là một loài bướm đêm trong họ Noctuidae.